# Akhersaa
Akhersaa (arabisch آخر ساعة ʾāchersāʿa) ist eine algerische Tageszeitung, die in arabischer Sprache erscheint. Die erste Ausgabe erschien im Jahr 2000. Die Zeitung wird in Annaba von der Firma idog Sabah Telekommunikation gedruckt. Der Chefredakteur der Zeitung ist derzeit Mouhammed Sgir Belkadi.